# Liste von Märchen aus Westeuropa
Diese Liste enthält Märchen und Märchen-Sammlungen aus Westeuropa. Für die Hauptliste, siehe Liste von Märchen.
Die Märchen sind geografisch nach Ländern gegliedert. Die Sortierung innerhalb der Länderabschnitte orientiert sich nach Märchensammlern bzw. Autoren sowie nach deren Buchtiteln, sonstigen Werken oder Büchern, in denen deren Märchentexte wiedergegeben werden, wobei die frühesten Ausgaben der Werke angegeben und Doppelungen der Märchen eines Sammlers/Autors vermieden werden sollten. Kunstmärchen sind jeweils am Ende der Länderabschnitte angegeben.
Die Alternativtitel müssen nicht zwingend den jeweiligen Sammlern zugehörig sein, sondern können auch von unbedeutenden Sammlern oder Aufzeichnern sowie Werken ohne Quellenangabe stammen.

## Britische Inseln

### Kunstmärchen aus Britannien
Rudyard Kipling
- Die Prinzessin im Topf[1]

Tanith Lee
- Wenn die Uhr schlägt[1]

William Makepeace Thackeray
- Blaubarts Geist[1]

Sylvia Townsend Warner
- Blaubarts Tochter[1]

### England
R. Hunt: Popular romances of the west of England. 2 Bände, London 1865.
- Der Zinner von Chyannor
- Betty Schlampstrumpf und Monster-Jan
- Die Abenteuer der Cherry von Zennor
- Das Elfenfest auf dem Gump-Hügel bei St. Just
- Das Elfenkind
- Die Steine von Crowza
- Der Quell von St. Ludgvan

James Orchard Halliwell-Phillipps: Nursery rhymes and nursery tales of England. London 1875.
- Klitzeklein
- Die alte Frau und ihr Schwein
- Die Geschichte von den drei kleinen Schweinchen
- Der Kiebitz und die Holztaube
- Die Ringeltaube
- Die Eule war eines Bäckers Tochter
- Der faule Jack
- Jack Hornby
- Ich sattelte meine Sau

Joseph Jacobs
English Fairy tales. London 1890.
- Tom Klitzeklein[6] (Tom Tit Tot)
- Die drei Törichten[2] (The Three Sillies, auch Die drei Narren[6] oder Die drei Dummköpfe, vgl. Die kluge Else)
- Der Rosenbusch (The Rose-Tree)
- Die alte Frau und ihr Ferkelchen[6] (The Old Woman and Her Pig, auch Die alte Frau und das Schwein)
- Wie Jack sein Glück suchen ging[6] (How Jack went to Seek his Fortune)
- Mister Essig[6] (Mr. Vinegar)
- Nix Nichts Garnichts (Nix Nought Nothing)
- Jack Hannaford[6] (auch Hans Hannenfurt)
- Binnorie
- Binsenkappe[2] (Cap o’ Rushes)
- Jack und die Bohnenranke[2] (Jack and the Beanstalk, auch Hans und die Wunderbohne[7], Hans und die Bohnenranke, Jack und der Bohnenstängel oder Hans und der Bohnenstengel)
- Die drei kleinen Schweinchen (The Story of the Three Little Pigs, auch Die Geschichte von den drei Ferkelchen[6] oder Die drei kleinen Schweine)
- Der Meister und sein Schüler[2] (The Master and his Pupil)
- Titty-Maus und Tatty-Maus[2] (Titty Mouse and Tatty Mouse)
- Jack und seine goldene Schnupftabakdose[6] (Jack and his Golden Snuff-Box, auch Hans mit der goldenen Schnupftabakdose)
- Die Geschichte von den drei Bären[6] (The Story of the Three Bears, auch Die drei Bären)
- Jack, der Riesentöter[6] (Jack the Giant-Killer, auch Hans Riesentöter und seine Abenteuer in England[7], Hans der Riesentöter oder Hans Riesentöter)
- Henne-wenne[2] (Henny Penny)
- Junker Roland (Childe Rowland, auch Ritter Roland und die Jungfer Helen[7])
- Miezchen Pfiffig (Molly Whuppie, auch Molly Wieselflink und der dumme Riese[7])
- Der rote Riese[6] (The Red Ettin)
- Die Geschichte von Tom, dem Däumling[6] (The History of Tom Thumb, auch Die sonderbare Geburt, das lustige Leben und der tapfere Tod des Ritters Tom Däumeling[7] oder Die Geschichte von Tom Däumling)
- Herr Fox[2] (Mr. Fox, auch Mister Fox[6] oder Ritter Fuchs)
- Der faule Jack[6] (Lazy Jack, auch Der faule Hans)
- Kuchen-Hänschen[6] (Johnny-Cake, auch Das Kuchenmännlein)
- Graf Mars Tochter (Earl Mar’s Daughter)
- Mister Miacca[2] (Mr. Miacca, auch Herr Miacka)
- Dick Whittington und seine Katze[6] (Whittington and his Cat, auch Whittington und seine Katze)
- Der häßliche Wurm von Spindle-Ston-Heugh[6] (The Laidly Worm of Spindleston Heugh, auch Der Lindwurm)
- Katze und Maus[6] (The Cat and the Mouse, auch Die Katze und die Maus[7])
- Der Fisch und der Ring[2] (The Fisch and the Ring)
- Das Nest der Elster[6] (The Magpie’s Nest, auch Der Elster Nest)
- Katrin Knack-die-Nuß[2] (Kate Crackernuts, auch Das Nüsse knackende Käthchen[6], Die Prinzessin mit den Haselnüssen[7], Käthchen Knacknuss, Nußknacker-Katrin oder Nussknackerkäthchen)
- Das Heinzelmännchen von Hilton[6] (The Cauld Lad of Hilton)
- Der Esel, der Tisch und der Stock[2] (The Ass, the Table and the Stick, auch Esel, Tisch und Knüppel[6])
- Die Salbe der Feen[6] (Fairy Ointment, auch Die Zaubersalbe)
- Der Brunnen am Ende der Welt[6] (The Well of the World’s End)
- Meister aller Meister[6] (Master of all Masters)
- Die drei Brunnenhäupter (The Three Heads of the Well, auch Der Brunnen mit den drei goldenen Köpfen[7])

More English fairy tales. London 1894.
- Für später[6] (Hereafterthis)
- Der goldene Ball[2] (The golden Ball)
- Mein eigenes Ich[6] (My own Self)
- Yallery Brown[2]
- Sir Gammer Vans[2]
- Tom Hickathrift[2]
- Hedley Kow[2] (The Hedley Kow)
- Gobborn Seer[2]
- Johnny-Gloke[6] (Johnny Gloke)
- Kratzefuß[2] (Scrapefoot)
- Der Hausierer von Swaffham[6] (The Padler of Swafham, auch Der Trödler von Swaffham)
- Die alte Hexe[2] (The old Witch)
- Die drei Wünsche[2] (The Three Wishes, vgl. Die törichten Wünsche)
- Der begrabene Mond[2] (The buried Moon)
- Adams Sohn[2] (A Son of Adam, auch Ein Sohn Adams[6])
- Ein Quart Verstand[2] (A Pottle of Brains)
- König John und der Abt von Canterbury[6] (King John and the Abbot of Canterbury)
- Der Katzenkönig[6] (The King of the Cats)
- Tamlane[6]
- Die Sterne am Himmel[6] (The Stars in the Sky)
- Das kleine Stierkalb[6] (The little Bullcalf, auch Der kleine weiße Stier[7])
- Katzenfell[6] (Catskin)
- Der Lindwurm von Lambton[2] (The Lambton Worm)
- Die Weisen von Gotham[2] (The wise Men of Gotham, auch Die klugen Leute von Gotham[6] oder Die klugen Gothamer und ihre Ruhmestaten[7])
  - Wie einer Schafe kaufte[2] (auch Wenn man Schafe kaufen geht)[6]
  - Wie sie einen Kuckuck umzäunten[2] (auch Wie man darangeht, einen Kuckuck einzusperren)[6]
  - Wie einer Käse aussandte[2] (auch Wie man Käse befördert[6] oder Wie die Gothamer Käse verkauften[7])
  - Wie sie einen Aal ertränkten[2] (auch Der ertränkte Aal)[6]
  - Wie sie die Abgaben zahlten[2] (auch Wie man Pacht bezahlt[6] oder Wie die Gothamer Steuern zahlten[7])
  - Wie sie zählten[2] (auch Man muß nur richtig zählen)[6]
- Die Prinzessin von Canterbury[2] (The Princess of Canterbury)

Edwin Sidney Hartland: English fairy and other folk tales. London 1890.
- Die Geschichte von Tom Däumling
- Jack der Riesentöter
- Der geblendete Riese
- Whittington und seine Katze
- Der Müller und der Professor
- Die weisen Narren von Gotham
- Der Katzenkönig

Sidney Oldall Addy: Household tales with other traditional remains collected in the counties of York, Lincoln, Derby and Nottingham. London 1895.
- Der Hund mit den kleinen Zähnen
- Der zerbrochene Krug
- Der goldene Becher
- Jack Buttermilch
- Das kleine rote haarige Männchen
- Der Schneider und seine Gesellen
- Des Webers Frau und die Hexe
- Der Alte in dem weißen Haus
- Der Sack mit Nüssen

Weitere Sammler
Sabine Baring-Gould: A book of folk-lore. London and Glasgow o. J.
- Die Kerze

Richard Blakeborough: Wit, character, folklore and customs of the North Riding of Yorkshire. London 1898.
- Jane Herd und ihr Glückshäubchen

William Bottrell: Traditions and hearthside stories of West Cornwall. 3 Bände, Penzance 1870–80.
- Der Riese von Carn Galva
- Die Elfen auf der Selena Moorheide
- Der Preisringer und der Teufel

J. Bowker: Goblin tales of Lancashire. London 1883.
- Die gefangenen Elfen

Katherine Briggs: Sammlung K. Briggs.
- Dieser Kerl!

Alfred Ehrentreich
- Die Taufe
- St. Neot und die Fische

Kriza Erdélyi: The folk-tales of the Magyars. London 1889.
- Orange und Zitrone

Robert Stephen Hawker: Footprints of former men in far Cornwall. London 1903.
- Der erste Maulwurf in Cornwall

William Carew Hazlitt: Tales and legends of national origin or widely current in England from early times. London 1892.
- Der Mönch und der Junge
- Der Ritter und sein Weib

W. Henderson: Notes on the folk lore of the northern counties of England and the borders. London 1866.
- Die Prophezeiung
- Der Deibl auf´m Falbn

Thomas Keightley: The fairy mythology. London 1850.
- Der Boggart

E. M. Leather: Folklore of Herefordshire. 1913.
- Der Wechselbalg

B. Lowsley: A glossary of Berkshire words and phrases. London 1888.
- Der König der Vögel (vgl. Der Zaunkönig)
- Warum die Nase eines Hundes und der Ellenbogen einer Frau immer kalt sind

Robert Southey
- Goldlöckchen und die drei Bären (Goldilock an the three bears)

Ruth Tongue: Sammlung Ruth Tongue.
- Tritty Trot
- Die Waldfrauen von Loxley
- Die Asrai
- Jubilee Jonah
- Madame Widecombes Kutsche
- Das Begräbnis im Galopp
- Der Zauntritt

Weitere Märchen
- Die Geschichte von Robin Hood, dem Hauptmann der Lustigen Geächteten von Sherwood Wald
- Peg Fyffe
- Das Schwein ohne Kopf vom Blubberd Hügel
- Onkels Grubengeschichte
- Des Soldaten Gebetbuch
- Mit der Laterne auf Freite

Weitere Bücher
Märchen europäischer Völker – Märchen aus England Schottland und Irland. Bertelsmann, Gütersloh 1970er.
- Die sehr glückliche alte Frau
- Das Feenkind
- Der vielblättrige Klee
- Der Gespensterbräutigam
- Die ältesten Geschöpfe der Welt
- König Arthur in der Berghöhle
- John Gethin und die Kerze

Englische Märchen. Artia Verlag, Prag 1965, Jan Vladislav.
- Das Märchenhühnchen
- Füchslein Flugsbein und die drei Bären
- Die Froschhochzeit
- Der verzauberte Berg
- Hänschen und die Hexe
- Das schöne Mägdelein und der verwunschene Hund (vgl. Die Schöne und das Biest)
- Die schöne Lumpenmaid
- Der englische König und seine drei Söhne
- Das Schilfprinzeßchen
- Hans und das rote Männlein
- Ritter Wynd und Jungfer Margarete
- Der Schwarze Norwegische Stier
- Die putzsüchtige Sally
- Peter und die Heinzelmännchen
- Johanna im Elfenreich
- Der Schneider und seine Gesellen
- Der König, der Bischof und der kluge Schäfer
- Das gelehrige Mädchen
- Väterchen Mütterlein
- Wie der dumme Hans zu Wohlstand kam
- Onkel Zufall
- Wie zwei Gothamer einander auf einer Brücke begegneten
- Wie ein Gothamer einen Laib Käse fand
- Der unfolgsame Dreifuß
- Wie die Gothamer Fische züchteten
- Wie die Gothamer auf Fischfang gingen
- Wie die Gothamer den Mond fingen
- Wie in Gotham das Ende der Welt anbrach
- Wie man in Gotham Haferbrei kochte
- Der Märchengarten

Märchen aus England. Altberliner Verlag Lucie Groszer, Berlin, o. J.
- Peter, der Tropf
- Katzenfell
- Die Geschichte von Tom Däumling
- Die zwei Prinzessinnen
- Johnny Gloke
- Prinzessin Bettelkleid
- Jack Hannaford
- Der Traum des Hausierers
- Der Brunnen der drei Häupter
- Der Brunnen am Ende der Welt
- Der Esel, der Tisch und der Stock
- Die Sterne am Himmel
- Molly Whipple
- Die goldene Schnupftabaksdose
- Tom Tit Tot
- Jack und der Bohnenstengel

Märchen der Welt, Magnus-Verlag, Essen 1983, Roland W. Pinson.
- Die Elfenkönigin

### Kunstmärchen aus England
Oscar Wilde
Die Sammlung Der glückliche Prinz und andere Märchen (The Happy Prince and Other Stories):
- Der glückliche Prinz (The Happy Prince)
- Die Nachtigall und die Rose (The Nightingale and the Rose)
- Der selbstsüchtige Riese (The Selfish Giant)
- Der ergebene Freund (The Devoted Friend)
- Die bedeutende Rakete (The Remarkable Rocket)

Die Sammlung Ein Granatapfelhaus (A House of Pomegranates):
- Der junge König (The Young King)
- Der Geburtstag der Infantin (The Birthday of the Infanta)
- Der Fischer und seine Seele (The Fisherman and his Soul)
- Das Sternenkind (The Star-Child)

Richard Hughes
- Der Wunderhund
- Das finstere Kind (auch Das dunkle Kind)
- Der Gärtner und die weißen Elefanten
- Der Mann mit dem grünen Gesicht
- Die Reise durch das Telefon (auch Die Telephonfahrt)
- Das Glaskugelland (auch Die Glaskugellandschaft)
- Nichts
- Die übereilige Köchin (auch Die vorschnelle Köchin)
- Der Palast der Spinne
- Die Ameisen
- Die Einladung
- Die drei Gastwirte (auch Die drei Gastwirte oder Des Königs Beine)
- Die Zauberarzenei
- Der Porzellanspaniel (auch Der Porzellanmops)
- Das Zauberglas
- Der Weihnachtsbaum
- Die alte Königin
- Die Schule[10]
- Die drei Schafe
- Im Fahren
- Inhalieren
- Das Walfischheim[11]
- Gertrude und das Meermädchen[12]
- Gertrudes Kind[13]

Flora Annie Steel
- Sankt Georg, der Schutzpatron von England
- Die drei Bären
- Tom-Tit-Tot
- Die goldene Schnupftabakdose
- Das Lumpenmädchen
- Die drei Federn
- Jack, der Faulpelz
- Jack, der Riesen-Schreck
- Die drei Dummköpfe
- Die goldene Kugel
- Die beiden Schwestern
- Der Lindwurm von Bamborough Castle
- Titty Maus und Tatty Maus
- Jack und die Stangenbohnen
- Der Schwarze Stier von Norroway
- Das Mädchen im Katzenfell
- Die drei kleinen Schweinchen
- Nichts und wieder nichts
- Mr und MrsVinegar
- Die wahre Geschichte des Sir Thomas Thumb
- Henny-Penny
- Die drei Köpfe an der Quelle
- Mister Fox
- Dick Whittington und seine Katze
- Die alte Frau und ihr Schweinchen
- Das flinke Fladenbrot
- Jack auf der Suche nach dem Glück
- Das Schreckgespenst
- Rotkäppchen
- Childe Rowland
- Die Schlauköpfe aus Gotham
- Die Binsenmagd
- Die Waisen im Wald
- Der Rote Riese
- Der Fisch und der Ring
- Ach, du lieber Himmel!
- Meister aller Klassen
- Molly Whuppie und der Riese mit den zwei Gesichtern
- Der Esel, der Tisch und der Stock
- Die Quelle am Rand der Welt
- Der Rosenstrauch

Weitere Autoren
Walter de la Mare
- Der holländische Käse[1]

Mary De Morgan
- Eine Spielzeugprinzessin[1]

Charles Dickens
- Die Glocken
- Die Zaubergräte[1]

Juliana Horatia Ewing
- Der Menschenfresser auf Brautschau[1]

Laurence Housman
- Der verwurzelte Liebhaber[1]

Jean Ingelow
- Des Prinzen Traum[1]

Edith Nesbit
- Der letzte Drache[1]

Dante Gabriel Rossetti
- Spiegelbilder

John Ruskin
- Der König des goldenen Flusses

Catherine Storr
- Pollykäppchen[1]

H. G. Wells
- Herr Skelmersdale im Feenland[1]

### Irland
Brüder Grimm nach Thomas Crofton Croker: Irische Elfenmärchen. Leipzig 1826.
I. Das stille Volk (Original: The good people)
- Das weiße Kalb
- Die erzürnten Elfen
- Fingerhütchen
- Die Mahlzeit des Geistlichen
- Der kleine Sackpfeifer
- Die Brauerei von Eierschalen
- Der Wechselbalg
- Die beiden Gevatterinnen
- Die Flasche
- Die Bekenntnisse des Thomas Bourke
- Die verwandelten Elfen

II. Der Cluricaun
- Der verwünschte Keller
- Der Schuhmacher
- Herr und Diener
- Das Feld mit Hagebuchen
- Die kleinen Schuhe

III. Die Banshi
- Die Banshi von Bunworth
- Die Banshi von Mac Carthy

IV. Die Phuka
- Das Hexenpferd
- Daniel O’Rourkes Irrfahrten
- Das gebückte Mütterchen
- Die verwünschte Burg

V. Das Land der Jugend
- Springwasser
- Der See Corrib
- Die Kuh mit den sieben Färsen
- Der verzauberte See
- Die Erscheinung des O’Donoghue

Jeremiah Curtin
- Der Fischer von Kinsale und die Alte aus dem Meer
- Sgiathan Dearg und die Tochter des Königs der westlichen Welt (vgl. Der blaue Vogel und Östlich der Sonne und westlich von dem Mond)
- Der Pflugscharenschmied und der Fremde
- Der Sohn des Königs von Erin und der König der Grünen Insel[15]

Douglas Hyde
- Der Palast des Cronnán
- Oscar mit der Geißel
- Caoilte Cosfhada
- Seághan mit den beiden Schafen
- Móirín, was so viel heißt wie Die Kleine-Große (vgl. Aschenputtel)
- Die drei Hemden aus Wollgras (vgl. Die sieben Raben)
- Der große Narr aus Cuasan
- Die Magd der Alten von Béara
- Der Pfeifer und der Puka (auch Der Dudelsackpfeifer und der Puka)

Legends of Saints and Sinners. London 1916.
- Der Stein der Wahrheit oder der Kaufmann mit den sieben Säcken

Karl von Killinger
Erin: Auswahl vorzüglicher irischer Erzählungen. Cotta, Stuttgart und Tübingen 1847.
- Die begrabenen Beine
- Carrig-Clina
- Die Christnacht
- Columbkill und der Druide
- Dherro Dhirlha, oder die schlafenden Krieger
- Der Elfenborn
- Fin Mac Cul
- Fin Mac Cul und der Lachs der Weisheit
- Fin Mac Culs Fingerstein
- Fin Mac Cul und der Ostkönig
- Fin Mac Cul’s Berghieb
- Der Fräuleinthurm (auch Der Fräuleinturm)
- Der geborgte See
- Der gesegnete Torf
- Der Goban Saer
- Hans mit der Laterne
- Die Hasenjagd
- Der Holzbechermacher und die Elfen
- Sankt Kevin und der Gänserich
- Sankt Kevin und der Pferdedieb
- Sankt Kevin und Schön Räthchen
- Die heilige Latirin und der Schmied
- Die Münsterglocken von Limerick
- Der Mönchssee
- Osschin und das Land der Jugend
- Sankt Patricks Esche und Quelle
- Der Puka
- Der Reiter ohne Kopf
- Der rothe Bettelmann (auch Der rote Bettelmann)
- Der Schloßbau von Ballinacarrig
- Die Spukstadt
- Der Teufel als Naglergesell
- Der Todeskünder
- Die verfallene Schmiede
- Die Wehmutter und der Elf

Erin: Auswahl vorzüglicher irischer Erzählungen. Cotta, Stuttgart und Tübingen 1849.
- Der Biersee
- Die Bischofsinsel
- Der braune Mann
- Darbn Duln und sein Schimmel
- Der Drehstein des Unheils
- Die drei Rathschläge (auch Die drei Ratschläge)
- Elfenbeute
- Die Elfenburg und der heilige Quell
- Der Elfenfürst von Knockma
- Fin Mac Cul und die Hexe mit dem Finger
- Der Fluch von Kilconnell
- Der Geschichtenerzähler in Verlegenheit
- Herr Dowling O`Hartigan
- Der Jagdruf des Elfenkönigs
- Mac Eneiry, der Habgierige
- Melcha und der See der Rache
- Die mißlungene Rettung
- Owney und Owney-na-Peak
- Der Poltergeist
- Der Priestersprung
- Der Räuber und seine Stute – Der Räubersturz
- Des Sackpfeifers Abenteuer
- Die Schwäne Lirs
- Die Stadt im See
- Sankt Columba
- Sankt Kiran
- Sankt Patrick
- Vom versunkenen Lande
- Die weiße Frau von Ballintobber
- Das Wichtelmännlein (auch Das Wichtelmännchen)

Weitere Sammler
J. J. Doyle
- Die Festung des Curaoi

A. Kelleher und G. Schöpperle
- Fionn im Lande der Riesen

Patrick Kennedy: Legendary Fictions of the Irish Celts. London 1866.
- O´Carrols Warnung

Seosamh Laoide
- Goban der Zimmermann und sein Sohn
- Der große Rote
- Seághans Geschichte
- Der Königssohn und der Vogel mit dem lieblichen Gesang
- Die Seejungfrau oder der große Dubhdach
- Der Ritter mit dem finsteren Lachen

F. H. Lloyd
- Die Geschichte von Diarmuid und Gráinne
- Der hinterlistige Adler
- Die Insel mit den fünf Hügeln
- Máire Ní Rógáin

Joseph Henry Lloyd
- Patric MacBride und sein Sohn

Kuno Meyer
- Fionn und Gráinne
- Der Tod des Fionn MacCumhaill
- Der Weiße Hund vom Gebirge

Séamus Ó Duilearga
- Wie die Ente als erste den Tag ansagte
- Die drei Brüder auf der einsamen Insel
- Der Riese Faircheallach und Fionn MacCumhaill
- Der Meerfrau erstes, zweites und drittes Lachen
- Die Warnung vor dem Sturm
- Diarmuid OSé na Bolaguí

D. O´Fohorta
- Die Geschichten vom blitzenden Schwerte und vom verräterischen Weibe

O’Laoghaire
- Die drei Raben (Paidrig O’Laoghaire, vgl. Die beiden Wanderer)
- Croch-gheal (Padraig O’Laoghaire, vgl. Der Meisterdieb)
- Der Berg der lichten Frauen (Peadar O’Laoghaire)

Patrick O’Leary
- Páidin O´Dalaigh

Weitere Märchen
- König Eochaidh hat Pferdeohren
- Connlas Meerfahrt
- Balor
- Fionn MacCumhaill und seine Mutter
- Fionn und Lorcán
- Diarmuid Donn und die Zauberflöte
- Lügenmärchen
  - Lügenkünste von Irland
  - Der Lügenkönig
- Der Planet
- Der graue Hengst

Weitere Bücher
Keltische Märchen. Artia Verlag, Prag 1982; erzählt von Elena Chmelova.
- Die Pferde des Königs Conal
- Jamie und die schlafende Schöne
- Der Zauberer Diarmuid Rotbart
- Die Äpfel aus dem Garten von Vleago
- Wie Finn in jungen Jahren berühmt wurde
- Liam Donn
- Meister Goban
- Fingerhut und die Elfen
- Die Prinzessin aus dem verwunschenen Schloß
- Von dem Erzähler, der nichts Neues mehr wußte

Märchen der Völker – Irland. Magnus Verlag, Essen, nacherzählt von Bodo von Petersdorf.
- Der Zauberer

### Kunstmärchen aus Irland
Frances Browne
- Die Geschichte von Elfenfuß[1]

William Butler Yeats
- Träume ohne Moral[1]

Thomas Crofton Croker
- Die Frau von Gollerus[1]

Lord Dunsany
- Die Sippe des Elfenvolks[1]

Patrick Kennedy
- Die entführte Braut[1]

Samuel Lover
- Die Weiße Forelle[1]

E. O. Somerville
- Rotkäppchen[1]

### Schottland
Erich Ackermann
- Wie MacIain Direach den blauen Falken bekam
- Binsenröckchen
- Der arme und der reiche Bruder
- Der Brunnen am Ende der Welt
- Der rote Ettin
- Die drei weisen Männer
- Die Hexe von Fife
- Die Hand mit dem Messer
- Donald mit der Hucke
- Assipattle und Meister Stoorworm
- Der Fuchs und die Wildgans
- Der Herr und sein Dienstknecht
- Die drei Witwen
- Habitrot
- Die Kiste
- Binnorie oder die zwei Schwestern
- Der König, der seine Tochter heiraten wollte
- Der schwarze Stier von Norwegen
- Die Erbschaft
- Der braune Bär vom grünen Glen
- Kate Nussknackerin
- Lod der Bauernsohn
- MacCrimmon – der berühmteste aller Dudelsackpfeifer
- Molly Whuppie
- Tam o’Shanter und Cutty Sark, die Hexe mit dem kurzen Hemdchen
- Vom kleinen Bannockbrot
- Die Frau des Lairds von Balmachie
- Ein Blick in die Anderswelt
- Der Elfenritter
- Der Feenhund Brodum
- Der Schmied und die Feen
- Der Page und der Silberkelch
- Die Feenflagge von Dunvegan Castle
- Die Feen von Merlins Klippe
- Tam Lin
- Thomas der Reimer
- Tödliche Feenpfeile
- Der grüne Reiter
- Die Gabe der Fee – Saatgut ohne Ende
- Der geraubte Ochse
- Die geraubte englische Lady
- Die beiden Fiedler
- Die geborgten Haferflocken
- Das wilde Kalb
- Der Brownie
- Der Fiedler und der Bogle von Bogandoran
- Big Alastair und der Urisk
- Der Reiter und der Kelpie
- Der Nuckelavee
- Dämonisches Julfest mit Trollen
- Das Seehundweibchen (Kópakonan)
- Der Robbenfänger und der Wassermann
- Die Seejungfrau
- Nighean Righ Fo Thuinn – Die Tochter des Königs Untersee
- Fionns Verzauberung
- Osean, der letzte der Fenier
- MacPhies schwarzer Hund
- Der Schwanz

Robert Chambers
Popular Rhymes of Scotland. Edinburgh 1842.
- Der rote Riese
- Der schwarze Stier von Norwegen
- Whuppity Stoorie
- Der seltsame Besucher
- Die milchweiße Taube
- Der Brunnen am Ende der Welt
- Der Frosch
- Das kleine Brot
- Wie Robin Rotbrust und das Zaunkönig-Weibchen Hochzeit machten
- Jockel und seine Mutter

Popular Rhymes, Fireside Stories and Amusements of Scotland. Edinburgh, London, Dublin 1870.
- Der Rote Stier von Norwegen
- Binsenkleid

John Francis Campbell
- Goldbaum und Silberbaum (Gold-Tree, Silver-Tree)

Popular Tales of the West Highlands. Edinburgh 1860–1862.
- Die Vogelschlacht[19]
- Die Meerfrau[19] (auch Die Seejungfrau)[20]
- Die drei Töchter des Königs von Lochlann[19] (auch Die drei Töchter des Königs von Lochlin)[20]
- Der braune Bär vom grünen Tal[19] (auch Der braune Bär aus der grünen Schlucht)[20]
- Mac Iain Direach[19]
- Der junge König von Easaidh Ruadh[19]
- Maol a Chliobain[19]
- Osean, der letzte Fenier[19]
- Die Geschichte vom weißen Lamm[19] (auch Die Geschichte vom weißen Schaf)[20]
- Die drei Fragen[19]
- Das scharfgehörnte graue Schaf[19] (auch Das gehörnte, graue Schaf)[20]
- Fearachur Leigh[19]
- Wie der Fuchs der Geiß einen schlimmen Streich spielte[19]
- Der Adler und der Zaunkönig[19]
- Wie die Krähe ihr Junges unterweist[19]
- Die Geschichte vom Sohn der Witwe, der ein Spitzbub war[19] (auch Die Geschichte vom Durchtriebenen Burschen, dem Witwensohn)[20]
- Der Sohn der schottischen Bauern, der des Bischofs Pferd und Tochter und den Bischof selber stahl[19] (auch Der Sohn des schottischen Freibauern, der dem Bischof Pferd und Tochter stahl und dann den Bischof selber)[20]
- Die drei Witwen[19]
- Die drei weisen Männer[19]
- Die Erbschaft[19]
- Der Schwanz[19]
- Der Sohn der Witwe auf Barra[20]
- Die Geschichte vom Soldaten[20]
- Die drei Soldaten[20]
- Cuchullin und die Riesen[20]
- Thomas Daumen[20]
- Die Kiste[20]
- Nighean Righ Fo Thuinn. Die Tochter des Königs Untersee[20]
- Die Tochter des Bürgermeisters[20]
- Der Ritter von Grianaig und Iain, der Sohn des Soldaten[20]
- Die Witwe und ihre Töchter[20]
- Der Rote Riese[20]
- Die Geschichte von Sgire mo Chealag[20]
- Der König, der seine Tochter heiraten wollte[20]
- Morag Weißrock[20]
- Der Rätselritter[20]
- Moorachug und Meenachug[20]
- Die Geschichte von der Nebelkrähe[20]
- Die Geschichte von Conal Crovi[20]
- Conall Cra Bhuidhe[20]

John Francis Campbell und Angus MacLellan: Stories from South Uist. London 1961.
- Warum das Meerwasser salzig ist und nicht süß
- Zimmermann Bobban
- Die sommersprossige Häuslerstochter mit den gestutzten Haaren (vgl. Die kluge Bauerntochter)

John. G. McKay: More West Highland Tales. Edinburgh 1960.
- Die Geschichte vom ungetauften Kind
- Die drei, die auszogen, um zu entdecken, was Not bedeutet
- Die drei Hunde mit den grünen Halsbändern
- Des Königs verzauberte Kinder
- Der Königssohn und der Mann mit dem grünen Mantel
- Die graue Katze
- Donald Tölpel, der Sohn der Witwe
- Der Bruder und der Liebste
- Der Bauer O´Draoth
- Wie die Katzen zuerst nach Spanien kamen
- Der Schifferssohn
- Die Hexe mit dem Haar
- Der Schäferssohn

Weitere Sammler
Hannah Aitken und Ruth Michaelis-Jena
- Sankt Brendan und der Zaubernebel

George Douglas Bart: Scottish Fairy Tales. London 1892.
- Assipattle und der Meister Lindwurm

Edward Bradley (Cuthbert Bede)
Notes and Queries. London 1861.
- Der beherzte Schneider

The White Wife and other West Highland Stories. S. Lew a. Co. 1865.
- Der junge Hirt und die Königstochter
- Der Viehhändler von Ronachan
- Was drei Viehhändlern aus dem Hochland dadurch widerfuhr, daß sie Englisch lernten
- Wie sich Coineach und Gilbert in Frankreich benahmen

George Calder: Folk Tales and Fairy Lore in Gaelic and English. Edinburgh 1920.
- Donald mit den Bündeln

John Gregorson Campbell of Tiree
The Scottish Celtic Review. Glasgow 1885.
- Wie Fionn in das Königreich der Riesen ging (auch Wie Finn ins Königreich der Großen Männer ging[20] oder Wie Fionn ins Land der Riesen ging)
- MacPhies schwarzer Hund

Clan Traditions and Popular Tales. London 1895.
- Die wackere Hausfrau und ihre nächtlichen Gäste
- Der Wolf und der Fuchs (siehe: Der Fuchs im Märchen)

Superstitions of the Highlands and Islands of Scotland.
- Die Elfen und der Kessel

A. Carmichael: Carmina Gadelica. Edinburgh 1900.
- Sankt Brendan und der Zaubernebel
- Die Elfenburg von Dhun Gharsain

Francis James Child: English and Scottish Popular Ballads. London 1885–86.
- Der große Robbemann von Sule Skerrie

R. H. Cromek: Remains of Nithsdale und Galloway Songs. London 1810.
- Der braune Wichtel (auch Der Wichtel)
- Drei Geschichten von den Nithsdale-Elfen
- Drei Wechselbalg-Geschichten aus Nithsdale

George Douglas: Scottish Fairy and Folk Tales. London, Walter Scott 1894.
- Habitrot
- Aschenschlamp und der Meister Lindwurm

Mrs Anne Grant of Laggan: Superstitions of the Highlanders of Scotland. London 1811.
- Die Hand mit dem Messer

William Henderson: Notes on the Folk Lore of the Northern Counties of England and the Borders. London 1879.
- Habetrot

Joseph Jacobs: Celtic Fairy Tales. London 1892.
- Goldbaum und Silberbaum

Robert Jamieson: Popular Ballads and Songs. Edinburgh 1806.
- Die beiden Schwestern

Andrew Lang: Revue Celtique. London 1878.
- Binsenröckchen
- Nichts Nichts Garnichts

John Mac Dougall: Folk and Hero Tales. London 1891.
- Eine Geschichte von dem Sohne des Ritters vom Grünen Gewande[19] (auch Die Geschichte vom Sohn des Ritters mit dem grünen Mantel, der Heldentaten vollbrachte, die auf Erden schon sieben Jahre vor seiner Geburt berühmt waren)[20]
- Der Sohn des starken Mannes vom Walde[19] (auch Der Sohn des Starken Mannes aus dem Walde, der einundzwanzig Jahre an seiner Mutter Brust trank)[20]
- Wie Finn dem Großen Jungen Helden vom Schiff seine Kinder bewahrte und wie er Bran gewann[20]
- Finns Reise nach Lochlan, und wie der Graue Hund sich wiederfand[20]
- Die Geschichte vom Sohn des Königs von Irland und der Tochter des Königs mit der roten Mütze[20]

James MacDougall
- Der Urisk in der Jammerschlucht[20]

Folk Tales and Fairy Lore in Gaelic and English. Edinburgh 1910.
- Der Elfenpfeil[19]
- Wie das erste Schloß auf dem Stirling Rock erbaut wurde[20]
- Donald mit der Hucke[20]
- Der schwarzbraune Secheschmied[20]
- Cathal O´Cruachan und der Pferdehirt[20]

James MacDouglas: Folk Tales and Fairy Lore. Edinburgh 1910.
- Der Buckel vom Weidenbruch

Donald MacInnes: Folk and Hero Tales. London 1890.
- Das Schiff, das nach Amerika fuhr[19]
- Lod der Bauernsohn[19]
- Fionn Mac Cuail und der krumme graue Kerl[19]
- Das Königreich der grünen Berge[20]
- Der König von Albain[20]

Calum MacLean: School of Scottish Studies. Manuskript, Edinburgh.
- Der Mann vom Elfenhügel
- Buckels Lied
- Stricke aus Sand
- Murachan und Meanachan
- Von dem Mann, der mit Heringen und Katzen nach Indien fuhr
- Die unglaubliche Geschichte
- Der König und der Soldat
- Welches war die edelste Tat?

Norman MacLeod: Reminiscences of a Highland Parish. London 1878.
- Der Geist von Eld

Walter Scott: Letters on Demonologie and Wittchcraft. London 1830.
- Thomas der Wahrhaftige und die Elfenkönigin

J. E. Simpkins: The Folklore Society: County Folklore. London 1914.
- Die Gowan-Schlucht ()

Robert Louis Stevenson
- Der Flaschenteufel[22]

Northcote W. Thomas: County Folk Lore. London 1903.
- Peeriefool
- Die Frauen von Wastness

Weitere Märchen
- Fionns Behexung (Revue Celtique I, 1870–1872, 193.)

Transactions of the Folk-Lore Society. A quarterly Review. London 1890ff.
- Die Geschichte von Kate Nußknacker
- Lüttenarr
- Die drei Ratschläge (vgl. Die drei Rathschläge)
- Die Vogelleber und die Tasche voll Gold (vgl. Vogelkopf und Vogelherz)
- Binsenröckchen

The Folk-Lore Journal. London 1883–1889.
- Der einfältige Junge
- Das ungerechte Urteil
- Assynter-Streiche
- Mally Whuppie
- Das rote Kalb
- John Gaick, der tapfere Schneider
- Der kleine Haferkuchen

Weitere Bücher
Keltische Märchen. Artia Verlag, Prag 1982; erzählt von Elena Chmelova.
- Die Gowanschlucht
- Die Fischersfrau und die Elfenkönigin
- Wie Janet die Elfenkönigin besiegte

Märchen der Völker – Schottland. Magnus Verlag, Essen, nacherzählt von Bodo von Petersdorf.
- Der singende Knochen
- Die verschenkten Lebensjahre
- Das Fräulein von St. Gilles
- Der Königssohn und der Tod
- Der Räuber und seine Söhne
- Merlin – Merlinchen
- Der tote Gast
- Die sieben Schwäne (vgl. Die sieben Schwanen)
- Ewenn Congar
- Tom der Reimer
- Canonbie Dick und Thomas von Ercildoune
- Junker Roland
- Der Page und der Silberkelch
- Der Robbenfänger und der Wassermann
- Die Hexe von Fife
- Die Kiste
- Der Herr und sein Knecht
- Der Schwanz
- Magdalenchen und Kati
- Die drei Witwen
- Diebe unter sich
- Der Fuchs und die Wildgans (vgl. Von einem Hahnen und Fuchs)
- Vom lütten Kuchen
- Die blaue Mütze
- Tam Lin
- Ainsel
- Lod
- Die Abenteuer des Ian Direach
- Der Prinz und die Tochter des Riesen
- Die Höhle von Steenfoll
- Die Leichenwache
- Die Scheidung
- Der Neujahrsgast
- Die Frau in Banffshire
- Das Rote Buch von Appin
- Farquhar, der Heilkünstler
- Der hexerische Hirte
- Donald-Duival McKay von Reay
- Die Cailleach Mohr vom Clibrek
- Saft von einem Totenschädel
- Der verlorene Trauring
- Adern öffnen
- Der Katzenkönig
- Der blinde letzte Riese
- Die gefangene Nixe
- Das Pferd mit dem goldenen Fell
- Der Kelpie trug durch den Fluß
- Die drei Jäger und ihre Bräute
- Eine Kanne Ale
- Die Drescher
- Der Mann, der mit den Fairies tanzte
- Die Nacht bei den Fairies
- Einkehr
- Luran
- Der erste Bissen Brot
- Der Mann, der den Fairypfeil warf
- Die vertragene Frau
- Johnnies Flegel
- Die Herrin von Balconie
- Collum Cille und sein Bruder Dobhran
- Der beleidigte Quell wandert
- Das Felleisen
- Die Feen von Merlins Klippe
- Der arme und der reiche Bruder

### Kunstmärchen aus Schottland
George MacDonald
- Die Prinzessin und der Kobold (The Princess and the Goblin)
- Die Prinzessin und Curdie (The Princess and Curdie)

### Wales
Julius Rodenberg: Ein Herbst in Wales: Land und Leute, Märchen und Lieder. Rümpler, Hannover 1858.
- Aus dem walisischen Feen- und Geisterland (auch Die Feen bezogen auf den Feen-Teil)
- Der goldene Ball
- Fünf Minuten im Feenschloß
- Der Zauberbalsam
- Der Ernteschmaus in der Eierschale
- Die Suppe in der Eierschale
- Feenspiele
- Feengeld
- Feenwäsche
- Tesyn, die zauberische Harfe (auch Die Zauberharfe)[24]
- Feenbett
- Der rote Simon
- Der Eibenforst
- Rhys auf dem Feentanz
- Feenbergwerk
- Die Heerde in der Luft (auch Die Herde in der Luft)[24]
- Mittel um die Feen zu sehn (auch Mittel, um die Feen zu sehen)[24]
- Ein Meßer hilft gegen die Feen (auch Ein Messer hilft gegen die Feen)[24]
- Yantos Jagd
- Barclodiad y Gawras, der Riesin Schürzenfall (auch Der Riesin Schürzenfall)[24]
- Maen du yr Arddu, der schwarze Stein von Arddu (auch Der schwarze Stein von Arddu)[24]
- Der verzauberte Fiedler
- Owen Llawgoch mit seinen tausend Kriegern
- Die Eule von Cwm Cowlwyd
- Die Entstehung des Brecknock-Sees
- Die Vögel vom Brecknock-See
- Die Jungfrau vom See
- Das Eiland der schönen Familie
- Die Entstehung des Bala-See

Y. Geninen: Cylchgrawn chwarterol cenedlaethol. 1883–1928.
- Sion ab Siencyn
- Ein Feenkind waschen

William Jenkyn Thomas: The Welsh Fairy Book. Cardiff 1907.
- Die Überschwemmung von Bottom Hundred
- Rhys und Llywelyn
- Guto Bach und die Feen
- Yantos Jagd
- Warum auf Deunant die Vordertür hinten ist
- Goronwy Tudor und die Hexen von Llanddona
- Der Pwca der Trwyn
- Grace´s Quelle
- Neid verbrennt sich selbst
- Warum des Rotkehlchens Brust rot ist

T. Gwynn Jones: Welsh Folklore and Folk-custom. London 1930.
- Die Kuh auf dem Dach
- Fleisch, Schinken, Schwiegermutter
- Der Mann mit den vielen Namen
- Schneider und Landarbeiter
- Die seltenen Blumen
- Katz und Maus

Elias Owen: Welsh Folk-lore, a Collection of Folktales and Legends of Northern Wales. Oswestry and Wrexham 1896.
- Die Suppe in der Eierschale
- Der Sohn des Llech y Derwydd und die Feen
- Der Feenhund
- Feen arbeiten für die Menschen
- Ein junger Mann heiratet eine Feenfrau
- Der Teufel spielt Karten auf der Brücke von Rhyd-y-Cae
- Der Mann, der am Sonntag reiste

John Rhys: Celtic Folklore. Welsh and Manx. 2 Bände, Oxford 1901.
- Die Frau aus dem See

Weitere Märchen
- Einion und die Dame vom Grünen Wald (Iolo MSS. A Selection …from the collection made by E. Williams. Llandovery 1848.)
- St. Collen und der König der Feen (Llanstephan Manuscripts, National Library of Wales, Aberythwyth.)
- Elidorus und die Feen (Giraldus Cambrensis, Itinerarium Cambriae, Keightley, Fairy Mythology, S. 404–406, translated by R. C. Hoare.)
- Yr Hen Wrach
- Die Wäscherin an der Furt (Peniarth Manuscripts, National Library of Wales, Aberystwyth, 147, 10–11.)
- Huw Llwyd, der Zauberer
- Sechs und vier sind zehn
- Der Drache von Conway (Wales – A national magazine)
- Drei Brüder
- Der Schwanz der weißen Mähre
- Einfach gelogen
- Narrengeschichten
- Diebe und Mörder
- Ring und Fisch
- Zeichensprache
- Der größte Narr
- Die endlose Geschichte

The Mabinogion from the Llyfr Coch o Hergest, and other ancient Welsh manuscipts, translated by Lady Charlotte Guest. London 1838–1849.
- Pwyll, Prinz von Dyved
- Branwen, die Tochter des Llŷr
- Manawydan, der Sohn des Llŷr
- Math, Sohn des Mathonwy
- Culhwch und Olwen oder der Twrch Trwyth
- Der Traum des Rhonabwy
- Lludd und Llevelys
- Talyessin

Weitere Bücher
Keltische Märchen. Artia Verlag, Prag 1982; erzählt von Elena Chmelova.
- Wie Gwion zum berühmtesten Sänger wurde
- Der Ring des Königs der Berge
- Wie die schöne Elen Königin wurde

Märchen der Volker – England – Wales. Magnus Verlag, Essen, nacherzählt von Bodo von Petersdorf.
- Die Elfen und die Hexe

## Frankreich
Charles Perrault: Märchen meiner Mutter Gans – Contes de ma mère l’oye, auch Histoires ou Contes du temps passé, avec des Moralités. Paris 1697.
- Cendrillon[26] (Cendrillon, ou la Petite Pantoufle de verre, auch Aschelbrödel oder das kleine Glaspantöffelchen[27],Aschenbrödel oder das kleine Glaspantöffelchen[28] oder Aschenbrödel[25])
- Der Blaubart[26] (La Barbe bleue, auch Blaubart[27][25])
- Der gestiefelte Kater[26] (Le Maître Chat ou le Chat botté)
- Der kleine Däumling[26] (Le Petit Poucet)
- Die Feen[26] (Les Fées)
- Die törichten Wünsche (Les Souhaits ridicules)
- Die Schöne, die im Walde schlief[26] (La Belle au Bois dormant, auch Die schlafende Schöne[25])
- Eselshaut[26] (Peau d’Âne)
- Griseldis
- Riquet mit dem Büschel[26] (Riquet à la houppe, auch Riquet mit dem Schopf,[29] Riquet mit dem Haarbüschel[25] oder Prinz Riquet[30])
- Das kleine Rotkäppchen[26] (Le Petit Chaperon rouge, auch Rotkäppchen[25])

Marie-Jeanne L’Héritier de Villandon
Œuvres mêlées. Paris 1795.
- Die geschickte Prinzessin oder Abenteuer der Finette[26] (L’Adroite Princesse ou les Aventures de Finette, auch Die gewandte Prinzessin oder Die Begebenheiten der Finette[25] oder Die gewandte Prinzessin oder Die Abenteuer der Finette[29])

Französische Volksmärchen, Band 1 – Aus älteren Quellen. Eugen Diederichs-Verlag, Jena 1923
- Ricdin-Ricdon

Henriette-Julie de Murat
Les Contes des Fées. Paris 1698.
- Immerschön (Jeune et Belle)

Das Kabinett der Feen – Französische Märchen des 17. und 18. Jahrhunderts, Winkler-Verlag, München 1984.
- Die glückliche Pein (Le perfait Amour)
- Der Blätterprinz (Le Prince des Feuilles)
- Der Palast der Rache (Le Palais de la Vengeance)

Marie-Catherine d’Aulnoy
- Täuberich und Taube (Le Pigeon et la Colombe)
- Die kleine Zaubermaus (La bonne petite souris)

Les Contes des Fées. 4 vols, Paris 1697–1698.
- Der gelbe Zwerg (Le Nain jaune)
- Die weiße Katze (La Chatte blanche)
- Bellebelle oder Der Ritter Fortunat (Belle-Belle ou le Chavalier Fortuné, auch Schönchen oder Der Ritter Fortunat[25])

Les contes des fées par Mme. d’Aulnoy. Amsterdam 1717.
- Der blaue Vogel (L’Oiseau Bleu)
- Der Orangenbaum und die Biene (L’Oranger et l’Abeille, vgl. Der Okerlo und Der Liebste Roland)

Das Kabinett der Feen – Französische Märchen des 17. und 18. Jahrhunderts, Winkler-Verlag, München 1984.
- Adolphe und die Insel der Glückseligkeit (Adolphe, aus Histoire d’Hipolyte)
- Gracieuse und Percinet (Gracieuse et Percinet, auch Graziose und Percinet[31]; vgl. Amor und Psyche)
- Die Schöne mit den goldenen Haaren (La Belle aux cheveux d’or, auch Schönchen Goldhaar,[31] vgl. Schönhannchen mit dem goldenen Haar)
- Prinz Kobold (Le Prince Lutin)
- Der goldene Zweig (Le Rameau d’or)
- Babiole
- Der wohltätige Frosch (La Grenouille bienfaisante)

Der Orangenbaum und die Biene – Märchen der Marie d‘Aulnoy. Rütten & Loening, Berlin 1984.
- Der Delphin
- Der grüne Serpentin (Serpentin vert; vgl. Amor und Psyche)
- Der Widder (Le Mouton)
- Die Hindin (La Biche au bois)
- Finette Aschenbrödel (Finette Cendron, vgl. Hänsel und Gretel und Aschenputtel)
- Prinz Frischling
- Prinzessin Frühlingsschön (La Princesse Printaniére)
- Prinzessin Röschen (La Princesse Rosette, auch Die Prinzessin Rosette[29])
- Prinzessin Schöngestirn und Prinz Vielgeliebt (La Princesse Belle-Étoile; vgl. De drei Vügelkens)

Charlotte-Rose de La Force
Les Contes des Contes. Paris 1697.
- Grün und Blau (Vert et Bleu)

Das Kabinett der Feen – Französische Märchen des 17. und 18. Jahrhunderts, Winkler-Verlag, München 1984.
- Das Land der Freuden (Le Pays des Délices)
- Schöner-als-Fee (Plus belle que Fée)
- Petersilchen (Persinette; vgl. Rapunzel)

Antoine Galland: Les Mille et une Nuits, vol. 11. Paris 1713.
- Die Geschichte von dem Prinzen Ahmed und der Fee Perî-Banû (Le Prince Ahmed et la fée Pari Banou)

Catherine de Lintot: Das Kabinett der Feen – Französische Märchen des 17. und 18. Jahrhunderts. Winkler-Verlag, München 1984.
- Zartbraun und Constanze (Tendrebrun et Constance)
- Der Prinz Sincère (Le Prince Sincère)
- Timander und Bleuette (Timandre et Bleuette)

Gabrielle-Suzanne de Villeneuve
- Die Schöne und das Tier (La Belle et la bête)

Claude-Philippe de Caylus: Féeries nouvelles. 2 vols., La Haye 1741.
- Der Palast der Gedanken (Le Palais des Idées, auch Der Palast der Ideen[25])

Marie-Antoinette de Fagnan
- Louvette und Blaukätzchen (Minet bleu et Louvette)

Jeanne-Marie Leprince de Beaumont
Le Magasin des Enfants, ou Dialogues entre une sage gouvernante et ses Elèves. Londres 1757.
- Die Schöne und das Tier (La Belle et la bête, auch Die Schönheit und das Tier[27])
- Märchen von dem Prinzen Fatal und dem Prinzen Fortunat (Fatal et Fortuné, auch Märchen von dem Prinzen Fatal und dem Prinzen Glückhaft[25])

Das Kabinett der Feen – Französische Märchen des 17. und 18. Jahrhunderts, Winkler-Verlag, München 1984.
- Der Prinz Désir und die Prinzessin Mignone (Le Prince Désir)
- Der Prinz Chéri (Le Prince Chéri, auch Prinz Chéri[29])
- Märchen von dem Prinzen Charmant (Aurore et Aimée)
- Märchen von der Witwe und ihren beiden Töchtern (La Veuve et ses deux Filles)

Jean-Jacques Rousseau: Conte Cacouac. Par M. R. C. de G. o. O. 1758.
- Königin Grille (La Reine Fantasque)

Jacques Cazotte: Œuvres badines et morales. Paris 1776.
- Die Schöne durch Zufall (La Belle par accident)

Anonymus: Das Kabinett der Feen, Französische Feenmärchen aus einer 1718 anonym erschienenen Sammlung, Verlag Philipp Reclam jun., Leipzig 1988.
- Das grüne Fröschlein
- Die Papageien
- Blutrot, schneeweiß, rabenschwarz (vgl. Schneewittchen und Die drei Zitronen)
- Der Busch mit den blühenden Dornen
- Alphinge oder Der grüne Affe
- Kadour
- Der Arzt in Seide
- Prinz Regenbogen

Marie de France
Die bretonischen Lais, Novellen und Fabeln, manesse-Verlag, Zürich 1977.
- Guigemar (Die Gürtelprobe)
- Equitan (Die Frau des Seneschalls)
- Frêne (Die Zwillingsschwestern)
- Bisclavret (Der Werwolf)
- Lanval (König Artus’ Schiedsspruch)
- Die beiden Liebenden
- Yonec (Der Habichtritter)
- Die Nachtigall
- Milun (Der Schwanenbote)
- Das Geißblatt (Tristan und Isolde)
- Eliduc (Der Ritter mit den beiden Frauen) (vgl. Schneewittchen)
- Fresne[29]

Verfasser vom 11. bis 18. Jahrhundert: Französische Volksmärchen, Band 1 – Aus älteren Quellen. Eugen Diederichs-Verlag, Jena 1923.
Zwölftes und dreizehntes Jahrhundert
- Wie Galopin für Elias von St. Gilles das Wunderpferd Primsaus von Aragon stahl
- Hüon von Bordeaux (Huon de Bordeaux)
- Bertha mit den großen Füßen (Berthe aus grans piés par Adenes li rois)
- Robert der Teufel befreit Rom von den Türken (Le roman de Robert le diable)
- Parzival in der Graalsburg (Parceval le Galois ou le Conte du Graal)
- Iwein (Yvain)
- Die Geburt des Schwanritters (vgl. Die wilden Schwäne, Lohengrin und Die sieben Raben)
- Die Manekine (La Manekine, vgl. Allerleirauh und Das Mädchen ohne Hände)
- Der Fischfang des Wolfes
- Predigtmärlein des 13. Jahrhunderts
  - Der neue Adam
  - Der Engel und der Waldbruder
  - Der Wolf in der Vorratskammer
  - Der büßende Räuber
  - Der König und der Weise
  - Crescentia
- Cleomades und das hölzerne Pferd (Le roumans de Cleomades par Adenes li rois, vgl. Der fliegende Koffer)
- Altfranzösische Marienlegenden
  - Der Tänzer Unserer lieben Frau
  - Der Judenknabe
  - Die Nonne und der Ritter
  - Vom Dieb, der sich jedesmal, wenn er zum Stehlen ging
  - Vom König, der den Sohn seines Seneschalls verbrennen wollte
  - Von der Königin, die ihren Seneschall tötete
- Prosanovellen des 13. Jahrhunderts
  - Aucassin und Nicolette (Aucassin et Nicolette)
  - Vom Kaiser Constans (Li Contes dou roi Constant l’Empereur, vgl. Der Teufel mit den drei goldenen Haaren)
  - Amicus und Amelius (Li amitiez di Ami et amile, vgl. Die zwei Brüder)
  - Die Geschichte von der schönen Johanna (Li contes dou Roi flore et de la bielle Jehane)
- Die Herzmäre (Li roumans du Chastelain de Coucy et de la dame du Fayel)
- Aus den Fabeln des Mittelalters
  - Die Hasen und die Frösche
  - Der Bauer und der Kobold
  - Der Wolf und das Zicklein (Les Fabliaux von Marie de France, vgl. Der Wolf und die sieben jungen Geißlein)
- Mittelalterliche Schwänke
  - Die Geschichte von den Rebhühnern
  - Von der Braunen, der Kuh des Pfarrers
  - Berengar
  - Constant du Hamel
  - Der Bauer als Arzt
  - Wie der Bauer ins Paradies kam

Vierzehntes und fünfzehntes Jahrhundert
- Das Märchen von der schönen Zelandine (La belle Zellandine, vgl. Märchen von Amor und Psyche, des Weiteren Rapunzel, Jungfrau Maleen, Schneewittchen und Dornröschen) – Märchen aus Le roman de Perceforest
- Predigtmärlein des 14. Jahrhunderts
  - St. Nikolaus und der Jüngling
  - Die Quelle der Jugend

Aus dem sechzehnten Jahrhundert
- Gargantua
- Aus den Novellensammlungen des 16. Jahrhunderts
  - Von drei Brüdern, welche fast wegen ihres Lateins gehängt worden wären (von Bonaventure des Périers, auch Von drei Brüdern, die wegen ihres Lateins fast gehängt worden wären bzw. Von drei Brüdern, die ihres Lateins wegen fast gehängt worden wären[29] oder Von drei Brüdern, die glaubten, wegen ihres Lateins aufgehängt zu werden[34], vgl. Die drei Handwerksburschen)
  - Wie ein Schotte durch ein Mittel, das ihm seine Wirtin angegeben hatte, vom Bauchweh geheilt wurde
  - Vom Meister Berthold, dem man einredete, daß er tot sei (auch Vom Meister Berthaud, dem man einredete, daß er tot sei)[29]
  - Von einem jungen Gesellen, der sich dem Teufel ergab
  - Von dreien Jünglingen, welche drei Feen begegneten (auch Von drei Jünglingen, denen drei Feen begegneten)[29]

Siebzehntes und achtzehntes Jahrhundert
- Fabeln von Lafontaine
  - Der Hase und die Schildkröte
  - Der Milchtopf
- Schwänke des 17. und 18. Jahrhunderts
  - Der Zeichendisput
  - Von einem angeblichen Wahrsager
  - Der Fliegentöter
  - Ein Spitzbube entwendet die Kuh seines Nachbarn
  - Der friedfertige Hahnrei
  - Die Wette der drei Gevattern (auch Die Wette der drei Saufbrüder)[29]

Jean-François Bladé
Contes populaires de la Gascogne. 3 Bände, Paris 1886.
- Der Mann mit dem verschleierten Antlitz[36]
- Halt fest![36]
- Jeannille[36]
- Der Bischof und der Müller[36]
- Der Esel von Montastrue[36]
- Vater, Mutter und Tochter[36]
- Der Hase[36]
- Die schöne Jeanneton[35]
- Der Mann in Weiß[35]
- Die Messe der Wölfe[35]
- Goldfuß (Pieds-d’or, Gascogne und Pyrenäen)[37]
- Der Mann in allen Farben (L’homme de toutes couleurs, Gascogne und Pyrenäen)[37]
- Die Bestrafung der Königin (La reine châtiée, auch Die bestrafte Königin[35], vgl. Hamlet; Gascogne und Pyrenäen)[37]
- Der Jüngling und die große Bestie mit dem Menschenkopf (Le jeune homme et la grand’ bête à tete d’homme, Gascogne und Pyrenäen)[37]
- Unser Herr auf Reisen (Le voyage de Nôtre-Seigneur)[37]
- Der Holzkammhändler (Le marchand de peignes de bois)[37]
- Die Leute von Sainte-Dode (Les gens de Ste.- Dode)[37]
- Der Widerspenstigen Zähmung (La dame corrigée)[37]
- Der Teufel auf dem Kirchhof (Le diable au cimetière)[37]

Südfranzösische Volksmärchen, Band 1 – Der Mann in allen Farben, Verlag Freies Geistesleben, Stuttgart 1954.
- Der Fürst der sieben goldenen Kühe
- Die drei Orangen
- Die Laus
- Die schöne Madelaine (vgl. Das Mädchen ohne Hände)
- Das kleine Fräulein
- Die dreizehn Fliegen
- Die schlafende Schöne (vgl. Die Schöne und das Biest und Dornröschen)
- Hans von Calais
- La Fleur (vgl. das slowakische Märchen Der Furchtlose)
- Der goldene Dragoner
- Der Grüne
- Der König der Raben (vgl. das norwegische Märchen Eisbärkönig Valemon)
- Die Rückkehr des Herrn (vgl. Odysseus’ Rückkehr zu Penelope)
- Der Menschenfresser (vgl. Odysseus’ Sieg über den Zyklopen)
- Der Verschleierte
- Das singende Meer, der tanzende Apfel und der wahrsagende Vogel

Südfranzösische Volksmärchen, Band 2 – Der Davidswagen, Verlag Freies Geistesleben, Stuttgart 1972.
- Der Davidswagen
- Der echte Königssohn
- Der König im Turm
- Das Schwert des heiligen Petrus
- Die Zwillingsbrüder (vgl. Die zwei Brüder)
- Die Schöne und die Häßliche (vgl. Hänsel und Gretel und Frau Holle)
- Die schöne Hanna (vgl. die magische Flucht aus Der Liebste Roland ohne das Falsche-Braut-Motiv)
- Der Sohn des Königs von Spanien
- Der Meermann (vgl. das Motiv der falschen Braut)
- Blaubart (nur teilweise wie Der Blaubart)
- Die Stiefmutter (vgl. Vom Machandelbaum)
- Die Putenmagd (vgl. Die Gänsehirtin am Brunnen und Aschenputtel)
- Eselshaut (vgl. Die Schöne und das Biest, am Anfang dann mehr wie das norwegische Östlich von der Sonne und westlich vom Mond)
- Kleinschuh und seine Flöte
- Das Schiff zu Wasser und zu Lande
- Hänsel
- Der kluge Stephan
- Hirsekorn
- Die Schlange
- Die Herzmäre (anders als die Herzmäre aus Li roumans du Chastelain de Coucy et de la dame du Fayel)
- Die Söhne des Köhlers
- Die Flöte
- Die Sirenen
- Der König der Hornmenschen
- Die Zwillinge und die beiden Feen
- Der Basilisk
- Die sieben schönen Fräulein
- Das kleine Volk

Südfranzösische Volksmärchen, Band 3 – Von Gott und seinen Welten, Verlag Urachhaus, Stuttgart 2000.
- Die Bestrafung der Stadt Lourdes (vgl. Keris)
- Die drei Kinder
- Der Mann mit den roten Zähnen (vgl. das bretonische Märchen Das Kristallschloss)
- Der geprellte Teufel
- Der faule Hans (vgl. Der Meisterdieb und Rätselmärchen)
- Die Männer von Sinte-Dode (vgl. Die Schildbürger)
- Das Schloss der drei Wölfe (vgl. Die Bremer Stadtmusikanten)
- Der Wolf, die Katze, das Gänschen und das Hühnchen (vgl. Das Rotkäppchen)
- Der schlechte Mann

François-Marie Luzel
Contes et légendes des bretons armoricains.
- Mao Kergarec oder der Pakt mit dem Teufel (Basse-Bretagne)
- Die Sonnenprinzessin (vgl. Fürchtenichts; Basse-Bretagne)

Mélusine.
- Die Geschichte von Christic, welcher Papst in Rom wurde[37] (auch Die Geschichte von Christic, der Papst in Rom wurde)[41]
- Die Lehren des sterbenden Vaters[37]
- Die Katze, der Hahn und die Leiter (Basse-Bretagne)[41]

Légendes chrétiennes de la Basse-Bretagne. Paris 1881.
- Der Räuber und sein Patenkind (Le brigand et son filleul)[37]
- Die Frau, die keine Kinder haben wollte (La femme qui ne voulait pas avoir d'enfants)[37]
- Das Mädchen von schlechtem Ruf, das ins Paradies einging (La fille de mauvaise réputation qui alla au paradis)[37]
- Der Gerechte[41]
- Von dem Einsiedler, der mit einem Unbekannten umherreiste[41]
- Die Kuh der alten Frau[41]
- Die Braut des hl. Petrus[41]

Contes populaires de la Basse-Bretagne. Paris 1887.
- Die Gattin des Todes oder Das Kristallschloß (La femme du trépas)[37]
- Dreißig–aus-Paris (Trégont-a-Paris)[37]
- Die neun Brüder, die in Lämmer verwandelt wurden, und ihre Schwester (Les 9 Frères métamorphosés en moutons et leur soeur,[37] vgl. Die Schwester und ihre sieben Brüder)
- Der Meisterdieb (Le voleur avisé)[37]
- Der schlaue Guyon (Guyon l’avisé)[37]
- Péronic[41]

Bulletin de la Société Archéologique du Finistère. 1888.
- Marie, Yvon und die Sirene (vgl. Schneewittchen bei der Nereide oder Die drei Schwestern; Basse-Bretagne)

Bretonische Märchen, Winkler-Verlag, München 1948.
- Grütze oder die Talismane (Bretagne)
- Der Mann mit dem Pferdekopf (vgl. Die Schöne und das Tier; Brétagne)
- Ewenn Congar (vgl. Krabat; Bretagne)
- Der Krötenmann (vgl. Der Froschkönig und Eisbärkönig Valemon; Brétagne)
- Das Mädchen, das einen Toten heiratete (Bretagne)
- Die tanzenden Zwerge (vgl. Schneewittchen und Die armen Seelen; Brétagne);
- Sechse kommen durch die ganze Welt (Bretagne)
- Die falsche Braut (vgl. Frau Holle, Schneewittchen; Brétagne)
- Klein-Hans und die Rätselprinzessin (vgl. Turandot; Bretagne)
- Der schlaue Guyon (Bretagne)
- Bihanik und der Menschenfresser (vgl. Aladin und die Wunderlampe – hier ein Wunder-Glücksstein; Bretagne)

Adolphe Orain
Contes de l’Ille-et-Vilaine. Paris 1901.
- Die Krone des Königs von Domnonée (La couronne du roi de Domnonée, vgl. Das Wasser des Lebens; Haute-Bretagne)[37]
- Der Fußschemel des Paradieses (Le tabouret du paradis)[37]
- Der Arzt von Fougeray (Le Mèdecin de Fougeray; Haute-Bretagne)[37]
- Die Himmelfahrt der Betschwester (Mon dieu, mon dieu, quand j’irons-ti dans le paradis?)[37]
- Das goldene Scheit (Haute-Bretagne)[41]
- Der liebe Gott in Laillé (Haute-Bretagne)[41]

Contes du pays gallo.
- Des Königs Vogel (vgl. Schneewittchen; Haute-Bretagne)
- Der Hexenmeister (Haute-Bretagne)
- Der Teufel und der Schneider (Haute-Bretagne)

Paul Sébillot
- Die verzauberten Strümpfe (Les bas enchantés, vgl. Schneewittchen; Haute-Bretagne)[43]
- Die schmutzige Schäferin (vgl. Die Gänsehirtin am Brunnen)[44]
- Pierre Ohne-Angst[45]
- Pipéte[45]
- Touéno-Bouéno[45]

Littérature orale de la Haute-Bretagne. Paris 1881.
- Eselshaut oder Eselchenhaut (Peau d’ânette, vgl. Allerleirauh und Die drei Spinnerinnen)[37]
- Die drei Gaben (Les trois dons)[37]
- Der neue Pathelin[37]
- Die Messe des Gespenstes (La messe du fantome)[37]

Contes de la Haute-Bretagne.
- Das Zaubergeweih (vgl. Die Geschichte von dem kleinen Muck)

Contes populaires de la Haute-Bretagne. Paris 1881.
- Der falsche Heilige (St.-Dénigé)[37]
- Die geschwätzige Frau (Celui qui coupa la tête d’un Jean)[37]
- Die dumme Hanne (Jeanne la diote)[37]
- Die Schäferin der Fluren (vgl. Die Froschkönigin)[41]
- Die Ringelnatter[41]
- Die drei Geiger im Paradies[41]

Revue de Bretagne, de Vendée et d’Anjou.
- Von den beiden Jünglingen, die geschworen hatten, sich gegenseitig zur Hochzeit einzuladen (Haute-Bretagne)

Littérature orale de l’Auvergne. Paris 1898.
- Der Paradiesvogel (vgl. Der Mönch und das Vögelein)[35]
- Die armen Seelen (Les âmes en peine, vgl. Schneewittchen)[37]

Rev. des trad. pop.
- Die drei Buckligen
- Der dritte Eselsfurz
- Der Soldat aus Paris (le soldat de Paris)

Angelika Merkelbach-Pinck (Samm. und Aufz.): Die Märchen der Weltliteratur – Lothringer Volksmärchen. Eugen Diederichs Verlag, Düsseldorf / Köln 1961.
- Der Ordensmann und der weiße Vogel
- Der Teufel im Weihwasserkessel
- Der dumme Hans
- Die Hollerfrau
- Der gläserne Berg (vgl. Die Jungfrau auf dem gläsernen Berg)
- Die sieben Schimmelreiter (vgl. Die sechs Schwäne)
- Der wilde Mann und der Königssohn
- Der wundersame Hirsch
- Die Erbsenprinzessin
- Zwei alte Soldaten
- Der edel-weise Ritter
- Der schwarze Dom
- Helena
- Unser Herrgott un dr Petrus
- Das wunderbare Kätzel
- Der dumme Johann
- Die Crèmeschnittchen und der heilige Petrus
- Die grüne Insel
- Der Bauer und der Jungknecht
- Das Märchen vom goldenen Baum
- Der goldene Frosch
- Das Dreschmännel
- Der Türkengraf
- Rosamunda
- Der König und die Riesen
- Der Bauer und die Studenten
- Das verwunschene Schloß (vgl. Das Nußzweiglein)
- E Schäfergeschichte
- Der ungarische Husar
- Die Geisterinsel
- Von den Unterirdischen und dem Riesenkönig
- Das Wasser des Lebens
- Der arme Fischersohn
- Der Nagelschmied Durrefränzel
- Le vieux La Ramée (Der alte La Ramée)
- Das Wunderschiff des glücklichen Hans (vgl. Das fliegende Schiff)
- Der verschriebene Dorfschmied
- Pipet, ein alter Franzos
- Der Wolf und die Prinzessin
- Ein armer Jüngling
- Der goldene Hirsch
- Vom Haselnüßchen
- Vom halben Hahn
- Antonius Hooreknippel
- Die siwen Zickelcher
- Die Rose
- Tischlein deck dich, Eslein streck dich, Knüppel aus dem Sack
- Das wilde Pferd und der Königssohn
- Der Müller und sein Nachbar
- Der Schuhmacher und der Schneidergesell
- Das klagende Lied
- Das Natterkrönlein
- Vom Riesen, der sein Herz nicht bei sich hatte

Weitere Sammler
James Bruyn Andrews: Contes ligures. Traditions de la Riviéra. Paris 1892.
- Die sprechende Hand[36]
- Der irdene Krug[36]
- Catarina[36]
- Der König von England[35]
- Der Diamant[35]
- Der Makkaroni-Regen[35]

Félix Arnaudin: Contes populaires recueillis dans la Grande-Lande, le Born, les Petites Landes et le Mareusin. Paris 1887.
- Der Schmied Elend[36]
- Der Pfeifer[36]
- Die Geißlein und der Wolf[35]
- Der Querpfeifenspieler[35]
- Gevatter Louison und die Mutter des Windes[35]
- Das unverdiente Kleid[35]

A. Bancharel: Veillées auvergnates. 1887.
- Das verlorene Paradies

Jean Barbier: Légendes du pays basque. 1931.
- Hachko
- Trentekutchillo (auch Trentekutchilo)[45]
- Der Fuchs und der gnädige Herr Kapitän
- Die faule Frau und die Flöhe

Eugène Beauvois: Contes populaires de la Norvège, de la Finlande et de la Bourgogne. Paris 1862.
- Klein-Krüglein (auch Klein-Dummerjan)[36]

Lionel Bonnemère
- Dreißig (Haute-Bretagne)

Denis Bressan: Petits contes populaires de la Bresse et du Bugey. Bourg 1897.
- Ein Wunder des heiligen Martin

Jan Brunet: Diéu pagara. In: Armana Prouvencau. 1892.
- Gott wird es Euch lohnen

Victor Brunet: Contes popul. du Bocage normand. La Trad. III. 1890.
- Der Strumpfling und der Neger
- Die bestohlenen Diebe
- Der liebe Gott von Villedieu

Domenico Carlotti: Racconti e leggende di Cirnu bella. Livorno 1930.
- Die Mutter des heiligen Petrus

J. A. Carner: Contes populaires du Roussillon. Paris o. J.
- Das Licht der Welt

E. Henry Carnoy: Littérature orale de la Picardie. Paris 1883 (entspricht Contes français, Paris 1885).
- Wie der Tod genarrt wurde[36]
- Der Bauer Tholomé und der Teufel[36]
- Der Schlauberger[36]
- Vom vergeßlichen Peterchen[36]
- Der heilige Severin und die blauen Lilien[36]
- Die Froschfee[36]
- Klein-Läuschen und Klein-Flöhchen[36]
- Der Schmied Elend und sein Hund Armut[45]
- Vierzehn[37] (auch Das starke Vierzehnchen)[47]
- Der Biedermann Elend und sein Hund Armut[37]
- Das Gespenstermahl (Le Souper du fantôme; Artois und Picardie)[37]
- Der Zauberstab[37]
- Wie Dummhans Jaqueline heiratete[37] (auch Wie Dummhans Jacqueline heiratete)[36]
- Die klugen Antworten[37]
- Die drei Jungfrauen und die drei Reiter[37]
- Klein-Flöhchen und Klein-Läuschen[37] (auch Klein Flöhchen und Klein Läuschen)[28]

Cénac-Moncaut: Contes popul. de la Gascogne. Paris 1861.
- Der aufgehängte Löwe

Emmanuel Cosquin: Contes populaires de Lorraine. 2 Vol., Paris 1886.
- Der goldene Stier[36]
- Der Vogel der Wahrheit[36] (vgl. De drei Vügelkens)
- Die Börse, die Pfeife und der Hut (La bourse, le sifflet et le chapeau, vgl. Die Geschichte von dem kleinen Muck; Lorraine)[37]
- Die Gaben der drei Tiere (Les dons des trois animaux; Lorraine)[37]
- Der Goldapfel (La pomme d’or, vgl. Die Gänsemagd; Lorraine)[37]
- Der Mann aus Eisen (L’homme de fer, vgl. Das Feuerzeug; Lorraine)[37]
- Firosette (Lorraine)[37]

Abbé Léopold Dardy: Anthologie de l’Albret-Sud-ouest de l’Agenais ou Gascogne landaise. 2 Vol., Agen 1891.
- Pfeifchen

L. Dart: Rev. des trad. pop.
- Vom Regen in die Traufe (De mal en pis comme Tribuet)

Honoré de Balzac
- Der Teufels Erbe

Marguerite de Belz: Mélusine.
- Das Mädchen mit den abgeschnittenen Händen (Basse-Bretagne)

Mme. Destriché: Contes du Maine.
- Von Schote zu Schote
- Warum der Februar so kurz ist

Ernest du Laurens de la Barre: Revue de Bretagne et de Vendée. 1859.
- Das goldene Becken (Basse-Bretagne)
- Das Strandgespenst (Basse-Bretagne)

M. Édélestand du Méril: Études sur quelques points d’archéologie et d’histoire littéraire. Paris, Leipzig 1862.
- Der Biedermann Elend und die Bohnenranke

Ed. Edmont
Contes du pays de Saint-Pol.
- Der Wolf und die drei kleinen Ferkelchen
- Halbhähnchen

Revue des traditions populaires.
- Die drei Zaubergaben (vgl. Knüppel aus dem Sack; Artois und Picardie)

A. Esmein: La vieille Charente. 1910.
- Die Kassette

Jean Fleury: Littérature orale de la Basse-Normandie. Paris 1883.
- Die Sprache der Tiere[36] (vgl. Die drei Sprachen)
- Das Mädchen ohne Hände (La fille sans mains; Normandie)[37]
- Merlicoquet[37]

Henri Gaidoz und Paul Sébillot: La France merveilleuse et légendaire. Paris 1884.
- Die rote Quelle

L. Guillaume: Rev. des trad. pop.
- Die Frau mit dem Teufelskopf

H. Harvut: Mélusine.
- Warum das Meer salzig ist (Haute-Bretagne)

Charles Joisten: Contes populaires de l’Ariège. Paris 1965.
- Die neun Wölfe
- Die Geschichte von den Ziegen

Felix Karlinger: Sammlung Karlinger.
- Die Hornissen der Hexe
- Die Wiedergutmachung
- Die Geschichte von dem Goldmacher

Abbé Louis Lallement: Contes rustiques et folk-lore de l’Argonne. Chalons-sur-Marne / Paris 1913.
- Der ehrliche Dieb

Louis Lambert: Revue des langues romanes. 1887.
- Die drei kleinen Hühnchen
- Der König der Fische (Le rei dei peiches, vgl. Die zwei Brüder; Languedoc)
- Der Werwolf (Lou Louporoù, vgl. Hänsel und Gretel; Languedoc)

Abbé Pierre-Marie Lavenot: Rev. des trad. pop.
- Der Teufel und St. Cado

M. Legier: Traditions et usages de la Sologne. 1808.
- Von der Nachtigall und der Blindschleiche

Charles Marelle: Contes et chants populaires français.
- Vater Brummbär

F. May: Revue des trad. pop.
- Der Wolf und der Fuchs (siehe: Der Fuchs im Märchen)

M. E. Meraville: Contes d’Auvergne. Paris 1956.
- Die Trillerpfeife, die Prinzessin und die Goldäpfel
- Der heilige Eligius, der Schmied
- La Pardonnée
- Die Patin und ihr Patenkind
- Der Arzt von Turlande

Albert Meyrac: Traditions, coutumes, légendes et contes des Ardennes. Charleville 1890.
- Die Sichel, der Hahn und die weiße Amsel
- Der Fuchs und das Eichhörnchen (vgl. Von einem Hahnen und Fuchs)

Achille Millien
Petites fables et légendes du Nivernais. 1887.
- Papa Großnase

Rev. des trad. pop.
- Die Spinnstube im Brunnen (La veillée dans le puits, vgl. Frau Holle; Nivernais)
- Vater Roquelaure (vgl. Der treue Johannes, Zauberbild; Nivernais)

Frédéric Mistral: Nouvelle Prose d’Almanach. Paris 1927.
- Janoti

Cénac Moncaut: Littérature Populaire de la Gascogne. Paris 1868.
- Die Flöte von Mayot, dem Hirten
- Der Hufschmied von Barbaste
- Der kluge Meister Jean

Achille Montel und Louis Lambert: Contes popul. du Languedoc. Revue des langues romanes. III–IV, 1872–1873.
- Turlendu

Louis Morin: Rev. des trad. pop.
- Der Vogel, der alles sagt (L’oiseau, qui dit tout, vgl. De drei Vügelkens; Champagne)
- Die widerspenstige Frau

Noël: Sammlung Noël.
- Die Beichte der Tiere
- Der Bär und der Wolf
- Der Bursche und das Zauberpferd
- Der Sohn des Grafen
- Die Tochter der Fee
- Der heilige Johannes und der alte Soldat
- Pierre und Magaloun

J. B. Frédéric Ortoli, Les contes populaires de l’Ile de Corse. Paris 1883.
- Spring in den Sack!
- Das Teufelswirtshaus
- Die sieben Paar Schuhe aus Eisen und die drei Stöcke aus Holz
- Johannes, der Einsiedler
- Die neugierige Frau
- Die steinerne Suppe

Fernando Palazzi Enciclopedia della Fiaba. 3. Band, Milano 1959.
- Der heilige Josef und die Säge

Antonin Perbosc: Contes de Gascogne. Paris 1954.
- Der Drache und die schöne Florine

Filleul Pétigny: Rev. des trad. pop.
- Bocévaine

Léon Pineau
Les contes populaires du Poitou. Paris 1891.
- Vierzehn[36]
- Die weiße Taube (Le Pigeon blanc, vgl. Vom Machandelbaum; Poitou)[37]
- La Ramée[37]
- Tartari-Barbari (Poitou)[37]
- Der Köhler[37]
- Das Mädchen und seine drei Freier[37]

Rev. des trad. pop.
- Die Pomeranzen (Maine)

J. Plantadis: Rev. des trad. pop.
- Der König von Frankreich

Denis Roche
- Karneval für vier kleine Tiere und vier große
- Der Spieler
- Grosse-Botte und La Ramée
- Der Zauberer

Déodat Roché: Contes Limousins rec. dans l’arrondissement de Rochechouart. Paris 1908.
- Das Märchen von der Schlange

E. Rolland: Mélusine.
- Das kleine Rotkäppchen

Charles Sadoul: Revue des trad. pop.
- Die Rosenstadt (La ville de’roses; Lorraine)

F. L. Sauvé
- Die Bienen (Basse-Bretagne)

G. Sébillot: Rev. des trad. pop.
- Die sieben Brüder (Les sept frères et leur soeur, vgl. Die sieben Raben und Die Schwester und ihre sieben Brüder)

Claude Seignolle
Le diable dans la tradition populaire.
- Jage deine Hühner aus meinem Hirsefeld

Le folklore du Languedoc. Paris 1960.
- Die kleine Ameise

Émile Souvestre: Le foyer breton. Paris 1845.
- Peronnik, der Einfältige (Péronnik l’Idiot, auch Peronnik der Einfältige[37], Der närrische Peronnik[30] oder Das Märchen von Peronnik[51], vgl. Parzival; Basse-Bretagne)
- Der glückliche Mao (Basse-Bretagne)
- Die Corac’h von der Insel Lok (vgl. Zuerst geboren, zuerst vermählt; Basse-Bretagne)
- Comorre (vgl. Blaubart; Basse-Bretagne)
- Keris (vgl. Vineta; Basse-Bretagne)

August Stöber: Elsässisches Volksbüchlein. Straßbourg 1842.
- Das Schnirrchelchen

Sylvain Trébucq: Contes bordelais. 1912.
- Die drei Wünsche (vgl. Die törichten Wünsche)

Pierre Valmigère: Les Sept Filles du Cannigou. Contes et Légendes du Languedoc et du Roussillon. Paris 1935.
- Pierre Lis

Léon Vidal und J. Delmart: La caserne, mœurs militaires. Paris 1833.
- Heimchen

F. Vincent: Revue des langues romanes. 1879.
- Das kleine Halbhähnchen (auch Die Goldbörse[41] oder Das Halbhähnchen und der böse König[47]; inspirierte das Kinderbuch vom kleinen klugen Enterich; Haute-Bretagne)

Julien Vinson: Le folklore du pays basque. Paris 1883.
- Dummhans und der Riese (Gascogne und Pyrenäen)

Thordis von Seuss
- Die Geschichte von den drei Brüdern[35]
- Die Jahreszeiten[35]
- Der Schatz[35]
- Woher Gold und Silber kommen[35]
- Der Kaufmann und seine ungetreue Frau[35]
- Der Berggeist als Taufpate[35]
- Von der Muttergottes und den sieben Geißlein[8] (vgl. Der Wolf und die sieben jungen Geißlein)
- Der brave Prinz und die böse Prinzessin[8]
- Die verfluchte Frau, welche die Kreuzigungsnägel Christi schmiedete[8]

Weitere Märchen
- Der König trinkt (Almanach des Traditions populaires, 1883)[36]
- Das Wollknäuel (Revue des Traditions populaires, 1886)[36]
- Der Scheunendrescher (Revue des Traditions populaires, 1888)[36]
- Die armen Seelen (Revue des Traditions populaires, 1888)[35]
- Zwei Streiche des Trubert (Douin de Lavesne, Trubert, 13. Jh.)[29]
- Die Sage vom Doktor Coethalec (vgl. Dr. Faust; Basse-Bretagne)[41]
- Gott wird es Euch lohnen (Armana Prouvençau, 1892)[35]
- Bärenhans (Armana Prouvençau, 1908)[35]
- Der starke junge Mann (Romania)[35]
- Der Kuss des verwunschenen Mädchens (1930)[35]
- Das Mahl der Toten[35]
- Turlendu (Revue des langues romanes)[35]

Weitere Bücher
Märchen europäischer Völker – Märchen aus Frankreich, den Niederlanden und der Schweiz. Bertelsmann, Gütersloh 1970er.
- Die Zauberdinge und die wunderbaren Früchte
- Vom kleinen Mann Sapperlot
- Der goldene Stern
- Der Zaubervogel
- Die Schlange mit dem Diamanten
- Das Waldkind
- Jochen Ohnefurcht
- Die beiden Buckligen
- Das Fräulein mit der langen Nase
- Hans der Bär
- Das Teufelswirtshaus
- Die Mutter des heiligen Petrus
- Die steinerne Suppe

Französische Märchen. Artia Verlag, Prag 1970; erzählt von Jan Vladislav.
- Das Märchen von den Märchen
- Gevatter Wolf, Gevatter Fuchs und das schlaue Zicklein
- Die Elfe Laubfrosch
- Der Wolf und seine Pfeife
- Der Fischer im Reich der Fische
- Die drei Müllerssöhne
- Das Schneemännchen
- Der Hirtenknabe und die fliegenden Prinzessinnen
- Das schwarze Segelschiff
- Wie der Schmied Schwiegersohn und Erbe des Königs von Frankreich wurde
- Josefle und das schöne Sonnenscheinchen
- König Drache und die schlafende Prinzessin
- Das Patenkind des Königs von Frankreich und die Prinzessin von Tronkolaine (auch Prinzessin Tronkolaine)[30]
- Der Prinz mit dem schwarzen Tüchlein
- Hauptmann Tulpe und die Prinzessin von Bordeaux
- Der Schwarze Schmied und Hans mit den goldenen Füßen
- Die beiden Geschenke
- Die schöne Mona und der König aller Morgannen
- Der geizige Bauer und sein schlauer Knecht
- Hans Großmauls Abenteuer
- Das Tier, das nicht einmal der Teufel kannte
- Hans Pfannkuch, der die Prinzessin nicht zur Frau genommen hat
- Pfänderspiel und Pappenstiel
- Die sechs Faulpelze und Prinzessin Goldhaar (vgl. Die vier kunstreichen Brüder)
- Wie Franz Handel trieb
- Der Knabe und das Mägdelein, die im Morast spazieren gingen oder Das längste Märchen der Welt

Keltische Märchen (Bretagne). Artia Verlag, Prag 1982; erzählt von Elena Chmelova.
- Das silberne Häschen
- Die drei Müllerburschen
- Wie die Stadt Is im Meer versank
- Wie die Korigane ihre Schätze trockneten
- Der jüngste Bruder

Märchen der Völker – Frankreich. Magnus Verlag, Essen, nacherzählt von Bodo von Petersdorf.
Volksmärchen
- Die Schöne und das Ungeheuer
- Hans Rotkehlchen
- Prinzessin Goldhaar (vgl. Schönhannchen mit dem goldenen Haar)

Bretonische Märchen
- Guildeluec und Guilliadun

Das Schloss an den goldenen Ketten. Corvina Verlag, 1968, Gyula Ortutay.
- Rauheselchen
- Das Märchen von dem Hirtenjungen, der eine Geschichte erzählte und dadurch die Königstochter zur Frau gewann
- Die Bergfee
- Vom Ursprung der Winde
- Das Schloß an den goldenen Ketten
- Die Meerjungfrauen und die Seeleute
- Der Wunderhans
- Der Seemann von Boulogne
- Das Märchen von dem kleinen Mädchen, das ausrutschte
- Tölpel-Charly
- Die weiße Katze und die grüne Schlange
- Die Sichel, der Hahn und die weiße Drossel
- Die Froschprinzessin
- Der pfiffige Wilddieb
- Frau Henne und Herr Kikeriki
- Das Märchen vom Zaunkönig
- Vater Nichtsnutz
- Das Märchen von den beiden Feenbräuten

## Kunstmärchen aus Frankreich
Charles Deulin, Die Erzählungen des Königs Gambrinus.
- Gambrinus, der König des Bieres
- Die Schneiderfahne
- Der Teufelskessel
- Der wackre Gayant
- Die Nesselprinzessin
- Die zwölf Tanzprinzessinnen
- Waldmanns Sack
- Die Wolfseiche
- Grünhose, der Drachentöter
- Die Liebesgeige
- Schroffenstein
- Der Ersehnte
- Der große Kugelschläger
- Manneken Pis
- Pfeifchen im Paradies
- Frau Holles Mägde[52]

## Niederlande
F. Beckers: in: Volkskunde, Jg. 49. 1948.
- Arm und reich

Gerrit Jacob Boekenoogen in: Volkskunde.
- Von Jannemann im Papierhäuschen
- Von einem, den man für dumm hielt
- Das gefundene Geld
- Für den langen Frühling
- Wie ein Ochse Bürgermeister wurde
- Wie ein Bauer dem heiligen Antonius seine Kuh verkaufte
- Der Mann, der aus dem Himmel gefallen war
- Fuchs und Wolf (siehe: Der Fuchs im Märchen)
- Frosch und Schnecke
- Der treue Löwe

A. de Cock in: Volkskunde.
- Die zwei Buckligen und die Katzen
- Das ist gelogen!

Tj. de Haan: Nederlandse volkssprookjes. Utrecht 1966.
- Kees Unglück und Klaas Wunderkäse

V. de Meyere:
- Der Kaufmannssohn von Antwerpen
- Der kleine Zaubersäbel
- Die hochmütige Prinzessin
- Die drei Spiegel
- Das Feuerpferd
- Fluppen, der Pferdeknecht
- Janneken und Mieken und die Zauberhexe Peetje Loo
- Die vier Brüder
- Sankt Peter und seine Frau
- Warum die Katzen sich nach dem Fressen schütteln
- Die Krähe und der Frosch

Pol de Mont und A. de Cock: Dit zijn Vlaamsche vertelsels uit den volksmond opgetekend. Gent–Deventer 1898.
- Das singende Meerweibchen
- Warum die Frau etwas Teuflisches an sich hat
- Die drei Buckligen
- Wie die Wallonen aus dem Himmel ausgeschlossen wurden
- Trieneken Schandeveyle
- Sankt Antonius und die Frau
- Warum die Ratte und die Maus der Katze als Nahrung dienen

Cornelis Gerrit Nicolaas de Vooys: Middelnederlendsche Legenden en Exemplen. s’Gravenhage 1910.
- Von der Prinzessin Katharina

Waling Dykstra: Uit Friesland’s Volksleven van vroeger en later. Leeuwarden 1896.
- Aschenputtel
- Von einer Magd und einem Dieb
- Hans ohne Sorgen
- Die Fangprobe
- Der törichte Hans
- Der Junge und der Riese
- Wie du mir, so ich dir!

Georg Goyert und Konrad Wolter: Vlämische Sagen, Legenden und Volksmärchen. Jena 1917.
- Die tote Frau

A. Joos: Vertelsels van het Vlaamsche volk. Brüssel 1926.
- Der Wolf und das Lamm

P. Kemp: Limburgs sagenboek. Maastricht o. J.
- Warum der Teufel die Menschen das Rauchen lehrte

R. Lambrechts in: Volkskunde, Jg. 58. 1957.
- Der falsche Servatius

G. Lamerant: Vlaamsche wondervertellingen uit Fransch Vlaanderen. Brüssel 1929.
- Das hölzerne Pferdchen

Jacques Rudolf Willem Sinninghe
in: Märchen der europäischen Völker.
- Der lebende Himphamp
- Die dreizehn Ferkel

Vijftig Nederlandse sprookjes. Amsterdam 1942.
- Der Maulwurf von Bakel
- Der Schmied und die Heinzelmännchen

A. Tinneveld in: Neerlands Volksleven, Jg. 25. 1975.
- Der Teufel, das Pferd und der Ziegenbock
- Schmied Bieleveld
- Wie ein Hütejunge König von Indien wurde
- Von dem Soldaten, der bei einer Prinzessin schlafen durfte
- Prinzessin Schön
- Von einem, der stehlen gelernt hatte

J. van Lantschoot: Volksvertelsels afgeluisterd in het Meetjesland. Brüssel 1929.
- Riesengroß, Drachenmann und Schwanenherr

Johann Wilhelm Wolf: Deutsche Märchen und Sagen. Leipzig 1843.
- Vom dummen Pieter
- Das wilde Schwein
- Ohneseele
- Die beiden Bräute
- Das verratene Geheimnis
- Das goldene Schloß
- Das Feuerschloß
- Von dem Schiff, das zu Wasser und zu Lande fuhr (vgl. Das fliegende Schiff)
- Der tapfere Sergeant
- Von Elig, dem Schmied
- Von dem guten Janchen und dem bösen Mieken
- Die vier diebischen Studenten
- Das Breitöpfchen
- Die Lappländer zu Langdorp

Antoon Jozef Witteryck: Oude Westvlaamsche volksvertelsels. Brugge 1946.
- Warum es in der Hölle keine Müller gibt
- Die drei Schwestern

Weitere Märchen
- Von drei Wünschen (Schwankbuch: Jan Tambaur,[54] vgl. Die törichten Wünsche)

Weitere Bücher
Märchen europäischer Völker – Märchen aus Frankreich, den Niederlanden und der Schweiz. Bertelsmann, Gütersloh 1970er.
- Jan Vettegraf
- Lange Wapper
- Die Meerjungfer aus der Lombardei
- Warum Wasser und Feuer sich bekämpfen
- Mutter und Koren
- Der rollende Pfannkuchen
- Däumling und die zwölf Räuber
- Warum die dicken Bohnen eine Kerbe haben
- Der Kluge und der Dumme
- Von dem Bauern, der mit Lügen eine Königstochter gewann
- Die Sprache der Tiere (vgl. Der Jäger und die Schlange)
- Von einem Esel, der Bürgermeister wurde
- Warum die Schwalben fortziehen und die Hähne einander nachkrähen
- Böse Grier und Peetje Mekrul
- Die Schwanenjungfer vom gläsernen Berg (vgl. Die Jungfrau auf dem gläsernen Berg)
- Warum die Kabauter nicht mehr zu den Menschen kommen
- Vom schlauen Barbier und der schönen, stolzen Königstochter
- Warum die Schiffer an der Höllenpforte angehalten werden
- Das Männlein Elend
- Vom Bauer Besen, Bauer Blatt und Bauer Eisen
- Die schmutzige Liese
- Jaakske mit der Flöte
- Der Wahrsager Grille

### Friesen
Dam Jaarsma:
Sammlung Jaarsma.
- Die drei goldenen Haare (vgl. Der Teufel mit den drei goldenen Haaren)
- Die hundert Hasen
- Klein Jan im Papierhäuschen
- Von Kiwit der Kawit
- Die Königsblume
- Das goldene Bein
- Der Schmied und der Teufel
- Von einer Magd, die zum Jahrmarkt gehen wollte
- Die drei Rätsel des Teufels
- Jan Ohnefurcht
- Der fremde Mäher
- Belohnte Mildtätigkeit
- Das Mädchen und der Bettler
- Das Pfannkuchenbacken
- Wer das Sagen hatte
- Vom König, der so gerne Geschichten hörte
- Eine unendliche Geschichte
- Jinne und das reiche Fräulein
- Vom Jungen, der auszog, sich eine Arbeit zu suchen
- Das ist das Bein meines Vaters!
- Hundertmal den König sehen
- Das letzte Pferd gewinnt und verliert
- Die mutige Magd
- Unter dem Boot
- Senf und Essig
- Das Schloß mit den Eseln
- Der Bauer und die Studenten
- Von einem armen Schuster
- Das Rote Meer
- Die Elefanteneier
- Das kurzsichtige Mädchen
- Dümmer als dumm
- Die Schweigewette
- Vom Dieb und seiner redseligen Frau (auch Vom Einbrecher und seiner redseligen Frau)
- Ein Taler im Hemd
- Von einem Knecht, der einmal im Jahr der Bauer sein wollte
- Der Kandelaber
- Der silberne Löffel
- Der Heilige Geist
- Der gestohlene Rotkohl
- Das Vaterunser
- Das Geld in der Bibel

in: It Heitelân.
- Das Märchen vom Hirten
- Das Geisterschloß
- Von der Königstochter und vom Bettler
- Vom Herrn, der auszog, um Land zu kaufen
- Das Findelkind und die Prinzessin
- Wie ein armer Bauer dem Teufel viermal in die Speichen griff
- Die Schutzengel
- Von einem Jungen, der unverbesserlich war
- Vom König und vom Bauern
- Der Pfarrer und sein Gast
- Lust und Leid von Jan und Tryn
- Guten Morgen, Herr Pfarrer!

in: De Strike.
- Von einer Magd, die einen Freier haben wollte
- Jan Knüppelklotz und sein Weiblein
- …auch wenn die Vöglein es heraussingen müssen
- Von einem Jungen, der das Stehlen gelernt hatte
- Das Riesenschiff
- Von einem Fuchs und einem Huhn

in: Leeuwarder Courant 1. 1967.
- Von einem Mann, der betteln ging

Teltsjes oer Hantsjemieren in: Heerenveense Koerier 21. 1951.
- Das Rezept

in: Drachtster Courant 2. 1954.
- Das Glasbein

Ype Poortinga:
Fryske Folksforhalen. Baarn / Leeuwarden 1976–1982.
- Folge mir!
- Ein merkwürdiger Schafhandel
- Der hölzerne Gabe

Sammlung Poortinga.
- Bevor der Hahn kräht
- Der Tod und der Arzt
- Kreuze zu tauschen
- Die Grundherrin als Bettelweib
- Den Rechten finden
- Die Stare von Dokkum
- Jeder muß sein Kreuz tragen
- Trumpf dem Teufel
- Ein fetter Fang
- Ein großer Hecht
- Bauke, der Eisschnelläufer
- Zum ersten, zum zweiten, zum dritten!
- Undank ist der Welt Lohn
- Der Schlafmützenkaufmann

Weitere Sammler
Reinhard Arfsten: Mamenspriik. Leesebuk för Fehr an Oomram. Wyk auf Föhr 1957.
- Der Junge wollte zur See

Otto Bremer und Neggels Jirrins: Ferring an öömreng Allemnack. Halle 1893.
- Der Zwerg Gebhard
- Jan Knolli

Julius Bröring: Das Saterland. Eine Darstellung von Land, Leben, Leuten in Wort und Bild. II. Teil, Oldenburg.
- Die drei Königstöchter
- Die zwei Saatkrähen (vgl. Die sieben Raben und Die zwölf Brüder)
- Das hagebuchene Evangelium

Detlev Nicolai Christiansen: in: Die Heimat, Monatsschrift zur Pflege der Natur- und Landeskunde 12. 1901.
- Die drei Brüder

Knut Jungbohn Clement: in: Firmenich 3. 1854.
- Kleine Eelke und Große Eelke

Waling Dykstra
in: De Friske Hûsfrieun.
- Oh, Adam!
- Die Lügenwette

in: As jimme it lije meye. 1908.
- Ausdauer gewinnt

in: Friesch Jaarboekje of Almanak 1800. Leeuwarden 1889.
- Von fünf Tieren, die zusammen auf Reisen gingen

in: Sljucht en Rjucht. 1890.
- Der Papagei vom Meister Ealse

Heinrich Georg Ehrentraut: Friesisches Archiv. 1847–1854.
- Aschenbrödel Zaunsiedel
- Vom Riesen und vom kleinen Kuhhirten

Sake Kornelis Feitsma: in: Saun ris som. Grappige teltsjes, yn onrym. Heerenveen 1888.
- Der Mann im Haushalt

Johannes Matthias Firmenich: Germaniens Völkerstimmen. Berlin 1843–1867.
- Wie eine Frau ihren Ehemann besserte

Eeltsje Boates Folkertsma: in: Friesch Dagblad 8. 1955.
- Die Schafe, die geschoren werden sollten

Christian Peter Hansen: Friesische Sagen und Erzählungen von C. P. Hansen auf Sylt. Altona.
- Die rote Jacke

Hinrich Cornelius Hinrichsen: in: Jahrbuch des Nordfriesischen Vereins für Heimatkunde und Heimatliebe 19. 1932.
- Hühnchen und Hahn

Teardze Eeltje Holtrop: in: Leeuwarder Courant 27. 1924.
- Was die Kuh einbrachte

Wiebe Jager: in: Leeuwarder Courant 9. 1980.
- Menno und Joseph

N. A. Johannsen Sen.: Frash Följk, Frash Årbe en Frashen Wise, Täle en Sedelse. Groningen 1974.
- Der Kaufmann

P. Kramer: Dät Ooldenhuus. Westrhauderfehn 1964.
- Faule Leute in kalten Wintern

Tamme Kramer: in: It Heitelân 35. 1957.
- Von Anske, vom Müllerknecht und vom Bäckerknecht
- Der Reiter

Johann Friedrich Minssen und P. Kramer: Mitttheilungen aus dem Saterlande. Leeuwarden 1970.
- Der Junge mit seinen drei Hunden
- Der Bauer und sein Esel
- Der Pastor und sein Küster

H. Philippsen: in: Die Heimat 13. 1903.
- Die diebischen Zwerge

Jan A. Schoelier: in: De Friske Hûsfrieun 14. 1864.
- Der Wolf und der Fuchs (siehe: Der Fuchs im Märchen)

Harmen Sytses Sytstra: in: Iduna 1. 1845.
- Die zwei Töpfe mit Geld

Tabo Wiger Sytstra: in: It Heitelân 8. 1926.
- Aufgesessen, wer mit will

Romke Toering: Oer it libben en de forhalen fan it Baerder doarpstyp Alde Lucas in: Frysk en Frij 1976.
- Es ist die lautere Wahrheit

Jurjen van der Kooi: Volksverhalen uit Friesland. Utrecht / Antwerpen 1979.
- Das Nikolausgeschenk

S. J. van der Molen: in: Leeuwarder Courant 11. 1953.
- Das Gespenst in der Mühle

Douwe Miedema van der Woude: in: Leeuwarder Courant. 1974.
- Die Fangprobe

Jacobus van Loon
- Der Junge mit dem Apfel und der Birne

Anders Minnes Wybenga: in: Nieuwe Dockumer Courant.
- Ein Eimer im Graben

Weitere Märchen
- Der Mann mit dem Zylinderhut (Der Helgoländer, Dezember 1979)[55]
- Vom Hähnchen und Hühnchen (Frysk en Frij)[55]